# NGC 3241
NGC 3241 (również PGC 30498) – galaktyka spiralna z poprzeczką (SBab), znajdująca się w gwiazdozbiorze Pompy. Odkrył ją John Herschel 16 lutego 1836 roku.
W galaktyce tej zaobserwowano supernową SN 2008ef.